# 內布拉斯加領地

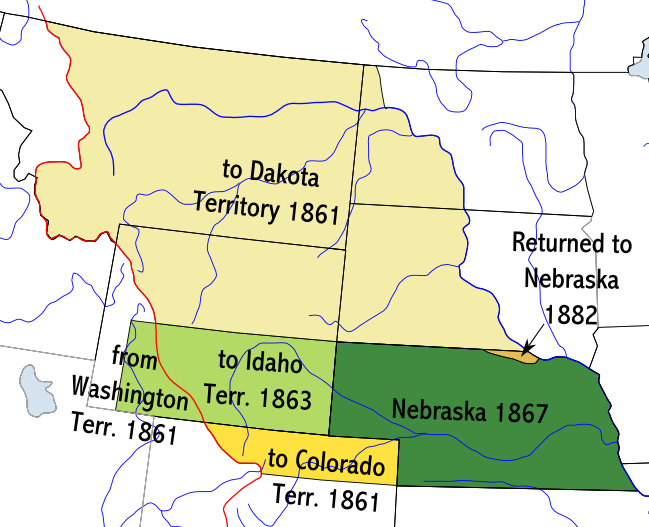
內布拉斯加領地領土變遷

內布拉斯加領地（英語：Nebraska Territory）是美國歷史上的一個合併建制領土，存在於1854年5月30日至1867年3月1日之間。初期的內布拉斯加領地的範圍包括了路易斯安那購地的北部地區。1861年，內布拉斯加領地北部分裂為達科他領地，西部也有部分領土被劃入科羅拉多領地和華盛頓領地。1867年，內布拉斯加領地升格為美國第37個州內布拉斯加州。